# Jean-François de Ravel de Puycontal
Pour les articles homonymes, voir Ravel (homonymie).
Jean François Ravel de Puycontal, né le 16 août 1732 à Les Crottes (Hautes-Alpes), mort le 8 septembre 1810 à Marseille (Bouches-du-Rhône), est un général de brigade de la Révolution française.

## États de service
Il entre en service en 1745, et il est nommé capitaine le 7 décembre 1759. Il est fait chevalier de Saint-Louis en 1770, et le 14 septembre 1776, il est nommé chef de brigade d’artillerie.
Il est élevé au grade de colonel le 25 mai 1788, et le 20 mai 1792, il devient directeur de l’artillerie à Strasbourg.
Il est promu général de brigade le 8 mars 1793 à l’armée du Rhin, et le 17 juin il prend le commandement de l’artillerie de cette armée. Inspecteur général de l’artillerie le 20 mai 1795, puis inspecteur de l’artillerie dans les départements de la Drôme et des Alpes le 12 juillet 1795, il est nommé le 4 janvier 1800, au commandement de Briançon.
Il est admis à la retraite le 10 mars 1800.
Il meurt le 8 septembre 1810 à Marseille.